# Hans Joachim Serfling
Hans Joachim Serfling (* 24. Januar 1913; † 10. Juli 2004 in Berlin) war ein deutscher Chirurg und Hochschullehrer.

## Leben
Von 1962 bis 1978 war er Lehrstuhlinhaber an der Charité in Ost-Berlin. Mit Harry Wanke setzte er an der Charité erstmals die Herz-Lungen-Maschine ein.
Sein Oberarzt Manfred Schädlich sollte eine eigenständige  Abteilung für Anästhesiologie und Intensivtherapie aufbauen. Serfling widmete sich vor allem urologischen Themen und befasste sich wie sonst nur sein westdeutscher Kollege August Mayer mit dem Hermaphroditismus.

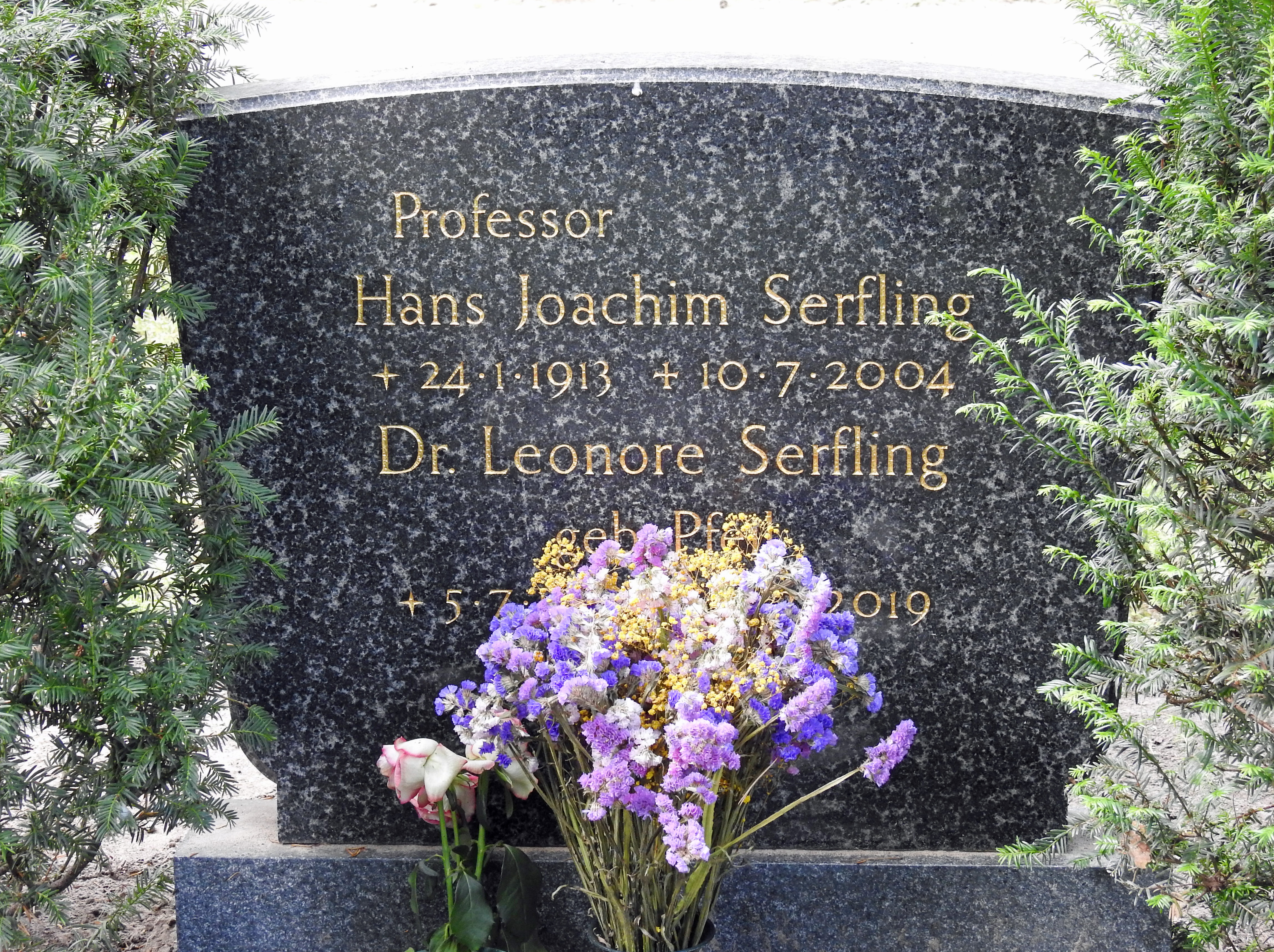
Grabstein der Eheleute Leonore und Hans-Joachim Serfling, Friedhof Pankow III, 2019

Serfling war von 1965 bis 1967 Vorsitzender des Ost-Berliner Teils der Berliner Chirurgischen Gesellschaft. 1978 erhielt er den Vaterländischen Verdienstorden in Gold.

## Werke
- Über die Entzündung der Vorsteherdrüse und ihre Behandlung. Klinz 1939. GoogleBooks
- Die Hypospadie und ihre Behandlung. 1956. GoogleBooks
- mit Karl-Ludwig Schober und Walter Schmitt: Spezielle Chirurgie. Ein Lehrbuch. Karl Barth 1971. GoogleBooks
- Spezielle Chirurgie. Lehrbuch für Studierende und Ärzte, Bd. 1. Karl Barth 1990.